# Чемпіонат України з американського футболу 1998
Чемпіонат України з американського футболу 1998

## Команди учасниці
Участь у чемпіонат прийняли шість команд:
1. Скіфи-ДонНТУ (Донецьк)
2. Політехнік (Донецьк)
3. Дестроєрс (Київ)
4. Київські Гепарди
5. Харківські Атланти
6. Вінницькі Вовки

## Календар змагань
На даний час відомі тільки наступні результати цього чемпіонату:
- Київський Дестроєрс — Донецькі Політехніки 26:14
- Київський Дестроєрс — Донецькі Скіфи 6:20
- Харківські Атланти — Київський Дестроєрс 19:12
- Київський Дестроєрс — Вінницькі Вовки 43:6
- Київські Гепарди -Київський Дестроєрс 0:30
- Донецькі Політехніки-Київський Дестроєрс 6:30
- Київський Дестроєрс — Харківські Атланти 0:6
- Донецькі Скіфи -Київський Дестроєрс 8:0